# Возмездие (телесериал)
«Возмездие» — российский телесериал 2011 года. Проект создан на основе французского сериала «David Nolande», выпущенного в 2006 году. Первые шесть серий были сняты на основе французского сценария (который не получил продолжения из за запрета рекламы на французском государственном телевидении), а остальные — написаны российскими сценаристами.
Последние роли Нодара Мгалоблишвили и Александра Кавалерова в кино.

## Сюжет
Удачный рекламщик из Питера — Максим Третьяков, возвращаясь с корпоративной вечеринки, сбивает чёрного пса, и, не справившись с машиной, вылетает с трассы и сбивает фургон. В результате ДТП погибает проживавшая в фургоне цыганка Роза. Максима обвинили в убийстве, но его адвокат выигрывает дело. На выходе из зала суда Максим встречается с мужем Розы, который рассказывает ему, что Роза была не просто гадалкой, а феей, спасавшей человеческие жизни.
Максиму начинают сниться вещие сны, где умирают люди, а некоторое время спустя это действительно сбывается. Ему предстоит спасти много жизней, за ту одну, которую он погубил. Если он с этим не справится — погибнут его близкие. При этом ему приходится распрощаться со своей репутацией делового и вообще, разумного, человека.

## В ролях
| - Григорий Антипенко — Максим Григорьевич Третьяков, рекламщик - Наталия Антонова — Полина Андреевна Третьякова, художник-реставратор, жена Максима - Григорий Сиятвинда — Денис («Дэн»), друг Максима - Андрей Руденский — Матвей Иванович, психолог, любовник Полины - Екатерина Волкова — Александра, цыганка, ушедшая из табора - Олеся Полетаева — Роза, дочь Александры - Борис Галкин — Николай Петрович Спасов, частный детектив - Кристина Пельц — Анастасия Максимовна Третьякова, дочь Максима и Полины (роль озвучивает Алиса Тарасенко) - Нодар Мгалоблишвили — Шандор Закарий, цыган (роль озвучивает Борис Химичев) - Борис Бирман — адвокат Третьякова - Анна Арланова — Марина Демьяненко, самоубийца - Станислав Концевич — Никита, коллега Максима - Мирослав Малич — врач Насти - Анастасия Макеева — Жанна, коллега Максима - Анна Миклош — Мария, мать-одиночка, уборщица - Ольга Куликова — Ирина, жена Романа, брата Максима - Борис Смолкин — завуч в школе, где учится Настя - Андрей Аксёнов — майор ГИБДД Луганов - Евгения Игумнова — Ю Най, оперная певица - Артур Ваха — директор Ю Най - Андрей Астраханцев — концертмейстер Ю Най - Рудольф Фурманов — майор милиции Шилов - Владимир Чернышов — маньяк-педофил - Татьяна Ткач — директор мотеля - Анатолий Петров — Миша, киллер - Михаил Вассербаум — адвокат по делам о разводе - Ируте Венгалите — женщина в банке - Александр Кавалеров — налётчик - Виктор Костецкий — полковник милиции Русаков - Лев Елисеев — Соломон Ионович, антиквар - Марина Титова — Марина, подруга Дениса, гримёр - Ольга Медынич — Алёна, подруга Дениса - Вадим Романов — начальник антинаркотического отдела милиции - Джулиано Ди Капуа — Хитано, испанский дизайнер | - Иван Паршин — директор модного дома - Виктория Акатьева — манекенщица - Владимир Севостьянихин — убийца манекенщицы - Руслан Нанава — «Скорпион», бейс-джампер - Анна Арефьева — Карина, подруга «Скорпиона» - Людмила Ширяева — Людмила Григорьевна Третьякова, сестра Максима - Дмитрий Сутырин — друг Люды - Пётр Журавлёв — хирург - Владислав Лобанов — хирург - Павел Трофимов — тонущий мальчик - Пётр Капица — татуировщик - Екатерина Толубеева — Клавдия Сергеевна, мать Полины - Сергей Мардарь — нотариус Сикорский - Сергей Барковский — врач - Алла Осипенко — старая цыганка - Марина Даминева — Динара - Никита Лейтланд — Сергей - Анна Лутцева — девушка Дениса - Елизавета Нилова — девушка Дениса - Игорь Иванов — шеф Максима - Анна Дюкова — медсестра - Эдуард Цензор — двойник Шандора - Алексей Макрецкий — хирург - Юрий Печенежский — продавец квартир - Андрей Шарков — Виталий Михайлович, директор фирмы по уборке квартир - Сергей Анисифоров — сержант ДПС - Шерхан Абилов — Като, японский повар - Кирилл Лобачёв — банковский агент - Олег Трифонов — сотрудник банка - Александр Андреев — доктор - Леонид Коронов — консьерж - Альберт Афонин — лейтенант милиции - Леонид Майзель — длинноволосый цыган - Рудольф Кульд — Альберт Карлович |